# Ludwig Gotthard Kosegarten
Ludwig Gotthard Kosegarten (1 de febrer de 1758 – 26 d'octubre de 1818), també conegut com a Ludwig Theobul o Ludwig Theoboul, va ser un poeta alemany i predicador luterà.
Kosegarten va néixer a Grevesmühlen, en el Ducat de Mecklenburg-Schwerin. Després d'estudiar teologia a la Universitat de Greifswald, va servir com a pastor de l'església Altenkirchen, a l'illa de Rügen, en aquell temps una part de la Pomerània Sueca.
Després de la seva ordenació el 1792 va obtenir el rectorat de l'església parroquial d'Altenkirchen, a Rügen. En aquesta càrrec va fer uns famosos sermons en els penya-segats a prop de Vitt. Va anar allà amb els pescadors d'areng, perquè durant l'època de pesca de l'areng no podien anar a l'església d'Altenkirchen. Aquests sermons van tenir un gran èxit, i gràcies a això es va aixecar la capella de Vitt el 1806. Durant la seva estada a va fer escrits sobre l'illa, que va donar fama tant Rügen com Kosegarten.
Els llibres de Kosegarten foren cremats el 18 d'octubre de 1817 al Wartburg festival. Va influir sobre l'obra de Philipp Otto Runge, Caspar David Friedrich, i alguns dels seus poemes passaren a formar part d'alguns lieder de Franz Schubert.